# Papilio eurymedon
Papilio eurymedon Lucas, 1852, è un lepidottero appartenente alla famiglia Papilionidae.